# Рудіна
Рудіна (рум. Rudina) — село у повіті Мехедінць в Румунії. Входить до складу комуни Бала.
Село розташоване на відстані 265 км на захід від Бухареста, 29 км на північ від Дробета-Турну-Северина, 101 км на північний захід від Крайови.

## Населення
За даними перепису населення 2002 року у селі проживали 625 осіб, з них 621 особа (99,4%) румунів. Усі жителі села рідною мовою назвали румунську.